# Erica Steele
Erica Steele ist eine US-amerikanische Filmproduzentin und Filmeditorin.

## Leben
Steele besuchte jeweils für mehrere Jahre die Loma Linda University, das Riverside Community College, das Solano Community College sowie das Glendale Community College.
Als Produzentin debütierte Steele 2004 im Kurzfilm On the Run. 2005 produzierte sie den Kurzfilm Blurred Vision. 2011 übernahm sie den Schnitt in fünf Episoden der Fernsehserie Zu Gast bei Phineas und Ferb. Als Filmeditorin war sie 2016 am Fernsehfilm Planet of the Sharks beteiligt. 2017 folgten Tätigkeiten in derselben Funktion in Jurassic School und Mother of the Year. Als Line Producer war sie an den The-Asylum-Filmproduktionen Jack the Giant Killer, Ben-Hur – Sklave Roms, Empire of the Sharks sowie Monster Island – Kampf der Giganten. Für letzteren Film war sie auch als verantwortliche Filmeditorin tätig.
Als Schauspielerin wirkte sie 2004 in Evil Eyes, 2009 in Do Not Disturb sowie 2010 in The Overnight zu sehen.

## Filmografie (Auswahl)

### Produktion
- 2004: On the Run (Kurzfilm)
- 2005: Blurred Vision (Kurzfilm)
- 2006: Dirty Habit
- 2007: Sweetzer
- 2012: Alien Origin
- 2013: Jack the Giant Killer
- 2013: Knight of the Dead
- 2015: A Perfect Vacation
- 2015: Road Wars – Willkommen in der Hölle (Road Wars)
- 2016: David vs. Goliath
- 2016: Ben-Hur – Sklave Roms (In the Name of Ben Hur)
- 2016: The Demon Hunter
- 2017: Empire of the Sharks (Fernsehfilm)
- 2018: Muzo (Fernsehfilm)
- 2019: Monster Island – Kampf der Giganten (Monster Island, Fernsehfilm)
- 2019: Big Kill – Stadt ohne Gnade (Big Kill)
- 2021: The Amityville Moon
- 2021: Man of Fire (Kurzfilm)
- 2022: Amityville Uprising
- 2022: My Christmas Fiancé
- 2023: Devilreaux
- 2023: Deadly Desire
- 2023: Heart for the Holidays
- 2023: Snow White’s Christmas Adventure

### Filmschnitt
- 2011: Zu Gast bei Phineas und Ferb (Take Two with Phineas and Ferb, Fernsehserie, 5 Episoden)
- 2012: Battle Force – Todeskommando Aufklärung (Battle Force)
- 2012: Alien Origin
- 2013: Knight of the Dead
- 2015: Marsland – Kein Ort zum Überleben (Martian Land)
- 2016: Planet of the Sharks (Fernsehfilm)
- 2017: Jurassic School
- 2017: Mother of the Year (Fernsehfilm)
- 2018: 6-Headed Shark Attack (Fernsehfilm)
- 2019: Monster Island – Kampf der Giganten (Monster Island, Fernsehfilm)

### Schauspiel
- 2004: Evil Eyes
- 2009: Do Not Disturb
- 2010: The Overnight